# The Living End (The Living End)
The Living End è il primo eponimo album in studio del gruppo musicale australiano The Living End, pubblicato nel 1998.

## Tracce
Tutti i brani sono scritti da Chris Cheney, tranne dove indicato. 
1. Prisoner of Society – 3:52
2. Growing Up (Falling Down) – 3:56
3. Second Solution – 3:00
4. West End Riot – 3:54
5. Bloody Mary – 3:45
6. Monday – 3:32
7. All Torn Down – 4:09
8. Save the Day – 2:56
9. Trapped – 3:26
10. Have They Forgotten – 3:13
11. Fly Away – 2:53
12. I Want a Day (Cheney, Scott Owen) – 2:29
13. Sleep on It – 2:58
14. Closing In – 3:03

## Formazione
Gruppo
- Chris Cheney – voce, chitarra
- Travis Demsey – batteria, cori
- Scott Owen – contrabbasso, cori

Altri musicisti
- Alistair Shepherd – sassofono in Trapped
- Tody Dargaville – tromba in Trapped